# When I Grow Up
„When I Grow Up” este un cântec al grupului muzical Pussycat Dolls, compus de Darkchild. Melodia este inclusă pe cel de-al doilea album de studio al grupului, Doll Domination și a fost lansat ca prinul single al acestuia în mai 2008 în SUA. Single-ul s-a clasat pe poziția cu numărul 9 în Billboard Hot 100 și a intrat în top 10 în majoritatea clasamentelor unde a intrat. Videoclipul melodiei a primit șase nominalizări la MTV Video Music Awards 2008, câștigând la categoria „Cel mai bun dans într-un videoclip”. Vânzările lui „When I Grow Up” depășesc 1,4 milioane de exemplare doar în SUA.

## Informații Generale
„When I Grow Up” folosește o mostră dim melodia „He's Always There” a grupului muzical The Yardbirds, aflat pe albumul acestora din 1966, Roger the Engineer, drept rezultat Jim McCarty și Paul Samwell-Smith au primit creditări pentru contribuția la versurile cântecului. Single-ul în format digital a fost lansat pe 27 mai 2008, prin amazon.com și iTunes. Prima interpretare live a lui „When I Grow Up” a avut loc pe data de 20 mai la emisiunea Jimmy Kimmel Live. Mai apoi, cântecul a fost interpretat la gala de decernare a premiilor MTV Movie Awards pe 1 iulie.
„When I Grow Up” este primul single lansat de grup după despărțirea de Carmit Bachar, care era unul dintre membrii fondatori ai grupului Pussycat Dolls din anul 1995. Bachar a fost și singurul membru al grupului de dans care a rămas pentru a fosrma grupul de înregistrări. Spre deosebire de celelalte melodii ale grupului, aflate pe albumul de debut, „When I Grow Up” conține numeroase elemente de pop-dance și electropop.

## Controverse create de versuri
Majoritatea criticilor muzical de specialitate au fost induși în eroare de versul „I wanna have groupies”, confundând cuvântul „groupies” cu „boobies”. De asemenea, o parte dintre site-urile ce conțin versuri ale diferitor melodii, folosesc cuvântul „boobies” în locul celui corect, „groupies”.

## Videoclipul
Filmările au avut loc pe Wilcox Avenue, în Hollywood, regizor fiind Joseph Kahn.  , filmat iunie 2008.   Fotografii și materiale de la filmări au circulat pe internet înainte ca videoclipul să aibă premiera pe 13 iunie, în cadrul emisiunii FHN Premieres de pe postul muzical MTV. Britney Spears a luat parte la filmări, având un mic rol, însă aceasta nu s-a regăsit în forma finală a videoclipului. Videoclipul folosește o versiune diferită de cea a single-ului, în care toate fetele cântă, nu doar Scherzinger și conține o parte de dans, similară celor din Buttons și Beep, spre sfârșitul videoclipului. În Regatul Unit, videoclipul a avut premiera abia pe data de 30 iulie 2008, pe canalul Channel 4.
Începutul videoclipului le surprinde pe fete blocate în trafic, într-o mașină, Nicole fiind surprinsă având un inel cu inscripția „famous” (faimos). Acestea cântă începutul înainte de a ieși din mașină și de a atrage atenția celorlalte persoane prinse în trafic. După începerea refrenului, fiecare membră a grupului se află pe câte o mașină, performând un dans deasupra acestora. Mai apoi, fetele merg pe o stradă unde atrag atenția persoanelor aflate în jur, fiind înconjurate de o mulțime de baloane de săpun. În timpu următorului refren, grupul urcă și dansează pe o schelă, atrăgând atenția muncitorilor dein jur. În timpul strofei solo a lui Scherzinger, aceasta este surprinsă într-o încăpere cu inscripția Pussycat Dolls, înconjurată e beculețe și cu o oglindă mare în dreapta. Mai apoi grupul danseză în timpul părții introduse special pentru această interpretare, în vecinătatea unui vehicul și al unor camere de filmat.
Videoclipul a primit șase nominalizări în cadrul MTV Video Music Awards 2008, acestea fiind: „Videoclipul anului”, „Cel mai bun dans într-un videoclip”, „Cel mai bine regizat videoclip”, „Cea mai bună coregrafie într-un videoclip”, „Cea mai bună regie artistică într-un videoclip” și „Cea mai bună cinematografie într-un videoclip”, câștigând la cea de-a doua categorie.

## Nominalizări și Premii
| Anul | Ceremonia                   | Premiu                                         | Rezultat    | Referință |
| ---- | --------------------------- | ---------------------------------------------- | ----------- | --------- |
| 2008 | MTV Video Music Awards 2008 | Cel mai bun dans într-un videoclip             | Câștigat    | [ 3 ]     |
| 2008 | MTV Video Music Awards 2008 | Videoclipul anului                             | Nominalizat | [ 12 ]    |
| 2008 | MTV Video Music Awards 2008 | Cel mai bine regizat videoclip                 | Nominalizat | [ 13 ]    |
| 2008 | MTV Video Music Awards 2008 | Cea mai bună coregrafie într-un videoclip      | Nominalizat | [ 14 ]    |
| 2008 | MTV Video Music Awards 2008 | Cea mai bună regie artistică într-un videoclip | Nominalizat | [ 15 ]    |
| 2008 | MTV Video Music Awards 2008 | Cea mai bună cinematografie într-un videoclip  | Nominalizat | [ 16 ]    |

## Lista melodiilor
| - CD Single - SUA 1. „When I Grow Up” (Varianta standard) - 4:00 2. „When I Grow Up” (Instrumental) - 3:58 | - CD Single - Australia 1. „When I Grow Up” (Varianta standard) - 4:00 2. „When I Grow Up” (Dave Audé Audacious Radio) |  |

| - CD Promoțional 1. „When I Grow Up” (Variantă radio) - 4:00 2. „When I Grow Up” (Ralphi Rosario - radio) - 3:53 3. „When I Grow Up” (Remix de Ralphi Rosario) - 9:25 | - CD Single - Germania 1. „When I Grow Up” (Varianta standard) 2. „When I Grow Up” (Dave Audé - Remix) 3. „When I Grow Up” (Wideboys - Remix) 4. „When I Grow Up” (Videoclip) |  |

## Prezența în clasamente
„When I Grow Up” a debutat pe locul 76 în SUA, în mare parte datorită descărcărilor digitale. În a doua săptămână a urcat un număr impresionant de locuri, și anume patruzeci și cinci, ajungând pe locul 31. După alte două săptămâni, „When I Grow Up”, urcase deja în top 10, atingând poziția cu numărul 9. Astfel, single-ul a devenit cea de-a patra intrare în top 10 a grupului în acest clasament. După acestă reușită, melodia a coborât din top 10, rezistând totuși în top 20, reîntorcându-se în primele zece în cea de-a zecea săptămână. „When I Grow Up” a rezistat în clasament timp de nousprezece săptămâni, dintre care treisprezece săptămâni consecutive au fost petrecute în top 20.
În Canada single-ul a debutat pe locul 15, fiind catalogat drept Hot Shot, echivalentul celei mai înalte intrări a săptămânii. După câteva săptămâni în care a coborât în clasament, „When I Grow Up” a intrat în top 10, reușind să ocupe locul 3 în cea de-a treisprezecea săptămână. Single-ul a rezistat în top 10 timp de treisprezece săptămâni consecutive.
Un succes similar a avut și în Oceania, unde a ocupat poziții de top 5. În Australia, single-ul a debutat pe locul 45, urcând repede în clasament, reușind să ocupe poziția cu numărul 3, în cea de-a patra săptămână, treaptă obținută doar pe baza descărcărilor digitale. După alte două săptămâni, „When I Grow Up”, urcase un loc, clasându-se pe locul 2, devenind primul single de top 10 de la „I Don't Need a Man” din 2006. De asemenea, în Noua Zeelandă, single-ul s-a clasat în top 10, atingând locul 5 și devenind al șaselea single de top 10 al grupului în acestă țară.
În Europa, „When I Grow Up”, s-a clasat în top 10 în aproape toate clasamentele țărilor unde a activat. Astfel, în urma vânzărilor și a difuzărilor radio, single-ul a intrat în top 10 în țări ca Austria, Bulgaria, Belgia, Croația, Danemarca, Elveția, Finlanda, Franța, Germania, Irlanda, Luxemburg, Regatul Unit, Turcia. În clasamentul european, Euro 200, cântecul a atins poziția cu numărul 5. „When I Grow Up” a avut o clasare slabă în Olanda, nereușind să intre în top 20, atingând doar poziția cu numărul 25. Toate single-urile precedente, au intrat în top 10.
În United World Chart, single-ul a debutat pe locul 37, cu un total de 70,000 de puncte, o săptămână mai târziu urcând până pe locul 18 acumulând 112,000 puncte. După mai mlte săptămâni de urcări și coborâri, „When I Grow Up” a urcat în top 10 în cea de-a unsprezecea săptămână, pe locul 10. Câteva săptămâni mai târziu, acesta urcă până pe locul 6, cu un total de 217,000 puncte. Până în momentul de față, „When I Grow Up” a acumulat un total de 3.144.000.

## Clasamnete
| Clasament (2008)         | Poziția maximă | Referință |
| ------------------------ | -------------- | --------- |
| Australian Singles Chart | 2              | [ 2 ]     |
| Austrian Singles Chart   | 7              | [ 2 ]     |
| Belgium Singles Chart    | 3              | [ 2 ]     |
| Brasil Hot 100           | 21             | [ 31 ]    |
| Canadian Hot 100         | 3              | [ 2 ]     |
| Croatian Singles Chart   | 5              | [ 23 ]    |
| Denmark Singles Chart    | 6              | [ 2 ]     |
| Dutch Singles Chart      | 21             | [ 2 ]     |
| Euro 200                 | 5              | [ 26 ]    |
| Finland Singles Chart    | 9              | [ 2 ]     |
| France Singles Chart     | 2              | [ 2 ]     |
| German Singles Chart     | 7              | [ 2 ]     |
| Irish Singles Chart      | 2              | [ 2 ]     |
| Luxemburg Singles Chart  | 6              | [ 24 ]    |
| Mexico Top 100           | 59             | [ 32 ]    |

| Clasament (2008)                   | Poziția maximă | Referință    |
| ---------------------------------- | -------------- | ------------ |
| New Zealand Singles Chart          | 5              | [ 2 ]        |
| Norway Singles Chart               | 13             | [ 2 ]        |
| Polish National Top 50             | 40             | [ 33 ]       |
| Portugal Singles Chart             | 36             | [ 2 ]        |
| Sweden Singles Chart               | 18             | [ 2 ]        |
| Swiss Singles Chart                | 10             | [ 2 ]        |
| Turkey Top 20 Chart                | 2              | [ 25 ]       |
| UK Singles Chart                   | 3              | [ 2 ]        |
| UK R&B Chart                       | 1              | [ 34 ]       |
| U.S. Billboard Hot 100             | 9              | [ 2 ] [ 35 ] |
| U.S. Billboard Pop 100             | 5              | [ 35 ]       |
| U.S. Billboard Hot Dance Club Play | 1              | [ 35 ]       |
| U.S. Billboard Hot Dance Airplay   | 5              | [ 35 ]       |
| U.S. Billboard Hot Digital Songs   | 5              | [ 35 ]       |
| United World Chart                 | 6              | [ 2 ]        |

## Certificări
- Australia: Disc de Platină;[36]
- Noua Zeelandă: Disc de Aur;[37]
- SUA: Disc de Platină (în format digital).[4]